# Gare de Nyons
Ne doit pas être confondu avec Gare de Nyon.
La gare de Nyons est une ancienne gare ferroviaire française de la ligne de Pierrelatte à Nyons, située sur le territoire de la commune de Nyons, dans le département de la Drôme en région Auvergne-Rhône-Alpes.
Mise en service en 1897, elle cesse son activité en 1951.

## Situation ferroviaire
La gare de Nyons est située au point kilométrique (PK) 41,028 de la ligne de Pierrelatte à Nyons, après la Gare de Venterol - Rousset. Elle est le terminus de la ligne,.

## Histoire
La gare de Nyons est mise en service le 22 juillet 1897, lors de du premier voyage commercial de la ligne. Cette ligne, longue de 41,028 kilomètres, a nécessité huit ans d'études (de 1886 à 1894) et trois ans de travaux (de 1894 à 1897) avant son ouverture au trafic.
L'inauguration de la ligne et de la gare est célébrée lors de festivités qui ont duré quatre jours, en présence du Président de la République Félix Faure,,. À son ouverture, la gare de Nyons est desservie par trois services journaliers dans chaque sens, avec des convois mixtes transportant à la fois des marchandises et des voyageurs.
La gare cesse son activité ferroviaire le 15 mars 1951, date à laquelle le dernier train parcours la ligne entre Pierrelatte et Nyons,. La ligne est officiellement déclassée en 1954.

## Patrimoine ferroviaire
Le bâtiment voyageurs de la gare de Nyons est conservé après la fermeture de la ligne. Il est réaffecté et abrite aujourd'hui la sous-préfecture de Nyons.